# Dionisios Iliadis
Dionisios Iliadis (grec. Διονύσιος Ηλιάδης, ur. 22 stycznia 1983) – grecki judoka. Olimpijczyk z Aten 2004, gdzie odpadł w eliminacjach w wadze średniej.
Uczestnik mistrzostw świata w 2003, 2005, 2007 i 2009. Startował w Pucharze Świata w latach 2001–2009. Brązowy medalista igrzysk śródziemnomorskich w 2005 roku.

## Letnie Igrzyska Olimpijskie 2004
| Konkurencja | Eliminacje                   | Eliminacje            | Repasaże                   | Klas. końcowa |
| Konkurencja | Przeciwnik I                 | Przeciwnik II         | Przeciwnik I               | Miejsce       |
| ----------- | ---------------------------- | --------------------- | -------------------------- | ------------- |
| 90 kg       | Vyacheslav Pereteyko (UZB) Z | Hiroshi Izumi (JPN) P | Siarhei Kukharenka (BLR) P | II runda.     |

## Mistrzostwa świata w judo

### Osaka 2003
- Przegrał z Chalidem Maddahem z Algierii i odpadł z turnieju[8].

### Kair 2005
- Wygrał z Kubańczykiem Oreidisem Despaigne i przegrał z Brazylijczykiem Luciano Corrêą. W repasażu przegrał z Primozem Ferjanem ze Słowenii[9].

### Rio de Janeiro 2007
- Wygrał z Sanderem Maripuu z Estonii i przegrał z Elco van der Geestem z Holandii.

### Rotterdam 2009
- Przegrał z Brazylijczykiem Luciano Corrêą i odpadł z turnieju.